# Flying Dragon: The Secret Scroll
Flying Dragon: The Secret Scroll (飛龍の拳 奥義の書 Hiryū no Ken: Ōgi no Sho?, lit. "Fist of the Flying Dragon: Mystery Book") es un videojuego de plataformas de desplazamiento lateral de 1987, que incluye algunos elementos de juego de rol, desarrollado por Culture Brain para NES. Es el segundo título de la serie Hiryū no Ken.

## Argumento
En una misteriosa región de China, Ryuhi nació y creció en las cimas de las altas montañas. Allí recibió instrucción de su sabio maestro, Juan. A temprana edad se convirtió en un maestro de Kempo.
Un día, su maestro Juan fue atacado y le robaron los Pergaminos Secretos de Hiryu-no-Ken, de los que era autor. Ryuhi poseía el sexto volumen de los Pergaminos Secretos, el Shingan No Sho, o Libro del Ojo de la Mente, que Juan había logrado salvar. Ryuhi emprende su viaje a Shorinji como último pedido de un Juan moribundo. Gengai, el obispo de Shorinji, da la bienvenida al pequeño Ryuhi y comienza a entrenarlo en Shorinji Kempo.
Seis años después, reciben una carta de desafío de los Tusk Soldiers, una misteriosa organización de enemigos de los Shorinji. Ryuhi está decidido a participar en el próximo "Torneo Mundial de Deportes de Contacto" como representante de Shorinji. Su motivo es evitar que los Tusk Soldiers se conviertan en campeones de Deportes de Contacto en el torneo. Después de enterarse por Gengai de que fueron los Tusk Soldiers quienes atacaron a su maestro y le robaron los Pergaminos Secretos, se va al Torneo Mundial.

## Jugabilidad
Hay dos tipos diferentes de jugabilidad. Los niveles de Journey son niveles de desplazamiento lateral en los que Ryuhi debe derrotar a cinco jefes y encontrar ciertos elementos valiosos para la misión. Los niveles de torneo son donde el jugador puede luchar uno contra uno contra los enemigos de la misma manera que en el primer juego de la serie lanzado en 1985, Shanghai Kid.
El jugador debe completar el juego dos veces para obtener el final verdadero. Los seis pergaminos deben recolectarse la primera vez para obtener el primer final. La segunda vez, el jugador debe recolectar los seis pergaminos nuevamente, junto con cuatro bolas de cristal, que solo se pueden encontrar en la segunda misión. Los jugadores pueden perder uno de estos elementos y terminar el juego, pero no recibirán el final verdadero.

## Recepción
Tras su lanzamiento, Famitsu calificó el juego con 28 de 40.